# Gustave Rahlenbeck
Gustave Adolphe Ferdinand Rahlenbeck (Dalhem, 21 augustus 1864 – Brussel, 1 mei 1922) was een Belgisch volksvertegenwoordiger en letterkundige.

## Levensloop
Hij was een kleinzoon van C. G. Rahlenbeck die een lakenfabriek bezat in Dahlem en een zoon van Charles Rahlenbeck (1823-1903), een protestantse Brusselse historicus en archivaris van de protestantse kerken in België, die mee de heruitgave bezorgde van de geschriften van Filips van Marnix van Sint-Aldegonde. De protestantse familie Rahlenbeck was uit Duitsland afkomstig en was ten tijde van de godsdienstoorlogen in Leuven terechtgekomen. Rahlenbeck behield de belangstelling voor Duitsland en voor de Duitssprekenden in België.
De politieke carrière van Rahlenbeck was uiterst kortstondig. Bij de laatste wetgevende verkiezingen voor de Eerste Wereldoorlog, op 24 mei 1914, had hij zich als opvolger laten inschrijven op de liberale lijst voor het arrondissement Neufchâteau. De verkozen volksvertegenwoordiger Georges Lorand overleed in Aix-les-Bains in augustus 1918 en Rahlenbeck werd aangewezen als zijn opvolger, in afwachting van de eerste naoorlogse verkiezingen die in november 1919 zouden plaatsvinden. Hij legde de eed af op 29 januari 1919, maar stelde vast dat een parlementair mandaat helemaal niets voor hem was en op 17 februari nam hij al ontslag. Hij werd niet meer vervangen.
Rahlenbeck was toen 55 en had al een lang beroepsleven achter zich. Hij was gepromoveerd tot doctor in de rechten aan de Rijksuniversiteit Luik en was advocaat geworden aan de balie van Neufchâteau, waarvan hij ook stafhouder werd. Hij had heel wat publicaties op zijn naam, onder meer in het Duits, bestemd voor de Duitssprekende gemeenschap in België. Hij schreef een werk over de inbreng van de Duitsers, voor de Eerste Wereldoorlog, in de economische en culturele ontwikkeling van België.
Als jonge man was hij actief in het Waalse symbolistische tijdschrift La Wallonie en leidde het, samen met de stichter Albert Mockel. Hij bleef af en toe literair werk publiceren.
Hij bezat een uitgebreide kunstcollectie, die kort na zijn dood geveild werd.

## Publicaties

### Politieke en maatschappelijke geschriften
- Les assurances ouvrières en Allemagne et l'éventualité d'une législation similaire en Belgique, in: Revue de Belgique, 1895.
- Ce que veulent les libéraux. L'enjeu de la bataille, Brussel, 1902.
- Le droit des expositions. Guide pratique des exposants (...), Brussel, 1910.
- Der Praktische Rechtsbeistand für Deutsche in Belgien, nebst einer Einleitung über das Deutschtum in Belgien und den Einfluss der deutschen Einwanderung auf Belgiens nationale Entwickliung, Brussel, 1900 & 1910.
- Vingt millions aux couvents, Brussel, 1911.
- Das neue Belgische Gesetz über Handels (speziell Aktien) Gesellschaften, Brussel, 1913.